# Nabateaïta
La nabateaïta és un mineral de la classe dels fosfats.

## Característiques
La nabateaïta és un fosfat de fórmula química Fe₂P₂O₇. Va ser aprovada com a espècie vàlida per l'Associació Mineralògica Internacional l'any 2021, i encara resta pendent de publicació. Cristal·litza en el sistema triclínic.
L'exemplar que va servir per a determinar l'espècie, el que es coneix com a material tipus, es troba conservat a les col·leccions del Museu Mineralògic Fersmann, de l'Acadèmia de Ciències de Rússia, a Moscou (Rússia), amb el número de registre: 5684/1.

## Formació i jaciments
Va ser descoberta a Halamish wadi, dins el Consell Regional de Tamar (Districte del Sud, Israel). Aquest indret és l'únic a tot el planeta on ha estat descrita aquesta espècie mineral.